# Pierre Fresnay
Pierre Fresnay, pseudoniem van Pierre Jules Louis Laudenbach, (Parijs, 4 april 1897 - Neuilly-sur-Seine, 9 januari 1975) was een Frans acteur.

## Leven en werk

### Beginjaren
Pierre Fresnay werd als Pierre Jules Louis Laudenbach in Parijs geboren als de zoon van een Elzasser vader, een leraar filosofie, en van een Lotharingse moeder. Hij gaf al vlug te kennen dat hij acteur wilde worden en in dat voornemen werd hij gesteund door zijn oom Claude Garry, in die tijd een populair acteur bij de Comédie-Française. Door toedoen van Garry maakte hij zijn toneeldebuut op 14-jarige leeftijd in 1912. Twee jaar later schreef hij zich in voor toneellessen aan het Conservatoire national supérieur d'art dramatique. Amper een jaar later mocht hij beginnen bij de Comédie-Française waar hij zijn eerste toneelrol van belang speelde in de komedie Le Jeu de l’amour et du hasard, het bekendste werk van Pierre Carlet de Marivaux. Hetzelfde jaar maakte hij al zijn debuut op het grote scherm in enkele korte films van Henri Pouctal. Daarna volgden onder anderen nog enkele verfilmde fotoromans in episodes onder regie van Charles Burguet.

### Jaren dertig met de doorbraak met de Marseille-trilogie Marius, Fanny, César
In 1931 maakte Fresnay glansrijk de overgang naar de geluidsfilm en brak meteen door, naast 'monstre sacré' Raimu, met zijn vertolking van de titelrol in het melodrama Marius, het eerste luik van de Marseille-(toneel)trilogie van Marcel Pagnol dat op het grote scherm werd gebracht door Alexandre Korda. Zo hernam hij de rol die hij al op de planken had gecreëerd onder regie van Pagnol. Marius was een van de eerste succesrijke Franse geluidsfilms. Hij bleef dan ook Marius spelen in de twee volgende luiken Fanny (1932) en César (1936).

### Een vruchtbare carrière (1934-1960)
In 1934 vertolkte hij, aan de zijde van zijn levenspartner Yvonne Printemps, de minnaar van de demi-mondaine Marguerite Gautier in La Dame aux camélias, de vijfde filmversie van de gelijknamige beroemde roman van Alexandre Dumas fils. Het koppel was daarna nog zeven keer samen te zien. Bekende cineasten zoals Alfred Hitchcock, Marc Allégret, Abel Gance en Maurice Tourneur gaven hoofdrollen aan Fresnay maar het was Jean Renoir die hem bedacht met de rol die hem eeuwige roem verschafte : die van de fiere aristocratische officier in het Eerste Wereldoorlogsdrama La Grande Illusion (1937). Een jaar later bevestigde hij zijn populariteit in Frankrijk dankzij zijn acteerprestatie in de musicalfilm Trois Valses, zijn tweede verschijning naast Printemps. 
In de tragikomedie Le Duel (1939), zijn enige film als regisseur, speelde hij zelf de hoofdrol naast Printemps en deed hij een beroep op Raimu (zijn filmvader César in de Marseille-trilogie) en, voor het scenario, op Henri-Georges Clouzot met wie hij voor het eerst samenwerkte. Desondanks werd de film een flop. 
Zijn doordringende stem en zijn overheersende manier van spreken leidden hem bijna automatisch naar rollen van bevelhebbers zoals de kapitein in Salonique, nid d'espions (1937) en in het meesterlijke La Grande Illusion (1937), de commandant in Alerte en Méditerranée (1938), de maarschalk in Adrienne Lecouvreur (1938) en de luitenant in Les Évadés (1955). Zijn vertolkingen van inspecteur in twee romanverfilmingen van Stanislas-André Steeman, Le Dernier des six (1941) en L'assassin habite au 21 (Clouzot, 1942), lagen in dezelfde lijn. Voor Clouzot kroop hij ook in de huid van de door lasterlijke anonieme brieven verontruste dokter in diens klassiek drama Le Corbeau (1943). Hij gaf eveneens gestalte aan andere gezaghebbende beroepen zoals dokter in voornoemde Le Corbeau, in Les Condamnés (1948), in Un grand patron (1951) en in Il est minuit, Docteur Schweitzer (1952), geestelijke in Le Duel (1939), in Monsieur Vincent (1947), in Dieu a besoin des hommes (1949) en in Le Défroqué (1954) of de behoudsgezinde markies in Les Aristocrates (1955). Met dezelfde ernst en overtuiging zette hij beroemde figuren neer zoals de heilige Vincentius a Paulo, de componist Jacques Offenbach, de entomoloog Jean-Henri Fabre en dokter en zendeling Albert Schweitzer.
Op het einde van zijn filmcarrière speelde hij in enkele komedies waarin hij kleur gaf aan veel bescheidener personages: in Les Affreux (1959) een eenvoudige kassier en in Les Vieux de la vieille (1960) een gepensioneerde spoorwegarbeider.
Hij voorzag enkele belangrijke films van commentaar zoals Justice est faite (1950), Si tous les gars du monde (1955) en Notre-Dame de Paris (1956). Hij verleende ook zijn stem aan heel wat documentaires.

### Televisie en toneel
Tussen 1968 en 1973 werkte hij ook voor de televisie, hij was voornamelijk te zien in televisiefilms en verfilmde toneelstukken. 
Fresnay is altijd trouw gebleven aan zijn eerste roeping: 57 jaar lang bleef hij bedrijvig in de toneelwereld, als acteur en regisseur. Eerst maakte hij gedurende ruim tien jaar deel uit van de Comédie-Française om vooral Molière, Victor Hugo, Alfred de Musset, Pierre Corneille, George Sand en andere klassieke auteurs te vertolken.
Na ruim tien jaar sloeg hij daar na een felle ruzie de deur met een smak achter zich dicht en ging in andere Parijse zalen werk van onder anderen Sacha Guitry, Jean Anouilh, Édouard Bourdet, André Roussin, Marcel Achard en Paul Valéry spelen. Vanaf 1938 was dat bijna uitsluitend in het Théâtre de la Michodière dat hij als artistiek directeur leidde tussen 1941 en 1974.  

### Privéleven
In 1918 trouwde Pierre Fresnay met de actrice Rachel Berendt, die hij had ontmoet aan het Conservatoire en die verbonden was aan het Théâtre de l'Odéon. Twee jaar later volgde de scheiding. In 1929 hertrouwde hij met de beroemde tien jaar oudere Comédie-Française-actrice Berthe Bovy. Ze scheidden enkele maanden later. In 1932 werd Fresnay de levenspartner van Yvonne Printemps, tot aan zijn dood. In 1954 publiceerde hij reeds zijn memoires onder de sprekende titel Je suis comédien. 
In december 1974 kreeg hij een hartaanval waardoor hij in de coma raakte. Begin januari 1975 overleed hij op 77-jarige leeftijd. Hij rust op het Cimetière ancien de Neuilly-sur-Seine waar Yvonne Printemps twee jaar later werd bijgezet.

## Filmografie
- 1915 : France d'abord (Henri Pouctal) (korte film)
- 1915 : Quand même (Henri Pouctal) (korte film)
- 1920 : L'Essor (Charles Burguet) (ciné-roman van 10 episodes)
- 1922 : Les Mystères de Paris (Charles Burguet) (ciné-roman van 12 episodes)
- 1922 : La Baillonnée (Charles Burguet) (ciné-roman van 7 episodes)
- 1931 : Marius (Alexander Korda)
- 1932 : Fanny (Marc Allégret)
- 1934 : La Dame aux camélias  (Fernand Rivers en Abel Gance)
- 1934 : The Man Who Knew Too Much (Alfred Hitchcock)
- 1935 : Kœnigsmark (Maurice Tourneur)
- 1935 : Le Roman d'un jeune homme pauvre (Abel Gance)
- 1936 : César (Marcel Pagnol)
- 1936 : Sous les yeux d'Occident (Marc Allégret)
- 1937 : Salonique, nid d'espions (Mademoiselle docteur) (Georg Wilhelm Pabst)
- 1937 : La Grande Illusion (Jean Renoir)
- 1938 : Trois Valses (Ludwig Berger)
- 1938 : Alerte en Méditerranée (Léo Joannon)
- 1938 : Adrienne Lecouvreur (Marcel L'Herbier)
- 1939 : Le Duel (Pierre Fresnay)
- 1939 : La Charrette fantôme (Julien Duvivier)
- 1941 : Le Dernier des six (Georges Lacombe)
- 1942 : Les Inconnus dans la maison (Henri Decoin)
- 1942 : L'assassin habite au 21 (Henri-Georges Clouzot)
- 1943 : La Main du diable (Maurice Tourneur)
- 1943 : Le Corbeau (Henri-Georges Clouzot)
- 1943 : Je suis avec toi (Henri Decoin)
- 1944 : Le Voyageur sans bagages (Jean Anouilh)
- 1946 : La Fille du diable (Henri Decoin)
- 1946 : Le Visiteur (Jean Dréville)
- 1947 : Monsieur Vincent (Maurice Cloche)
- 1948 : Les Condamnés (Georges Lacombe)
- 1949 : La Valse de Paris (Marcel Achard)
- 1949 : Au grand balcon (Henri Decoin)
- 1950 : Dieu a besoin des hommes (Jean Delannoy)
- 1951 : Monsieur Fabre (Henri Diamant-Berger)
- 1951 : Un grand patron (Yves Ciampi)
- 1952 : Il est minuit, Docteur Schweitzer (André Haguet)
- 1953 : La Route Napoléon (Jean Delannoy)
- 1954 : Le Défroqué de Léo Joannon
- 1955 : Les Évadés (Jean-Paul Le Chanois)
- 1955 : Les Aristocrates (Denys de La Patellière)
- 1956 : L'Homme aux clefs d'or de Léo Joannon
- 1957 : Les Œufs de l'autruche (Denys de La Patellière)
- 1958 : Tant d'amour perdu (Léo Joannon)
- 1959 : Les Affreux (Marc Allégret)
- 1960 : Les Vieux de la vieille (Gilles Grangier)

## Prijzen
- 1947: Monsieur Vincent : Coppa Volpi voor beste acteur op het Filmfestival van Venetië
- 1952: Monsieur Fabre : Prijs voor beste acteur op het Internationaal filmfestival van Karlsbad